# Autres rivages
Autres rivages est une autobiographie de Vladimir Nabokov initialement parue sous le titre de Conclusive Evidence aux États-Unis en février 1951. La même année, elle parut au Royaume-Uni sous le titre Speak, Memory.
Comme la quasi-totalité des œuvres de Nabokov, le livre est dédié à son épouse, Vera, et couvre la période d'août 1903 jusqu'à son émigration aux États-Unis en mai 1940. Les douze premiers chapitres sont consacrés à son enfance dans une famille aristocratique de Saint-Pétersbourg avant la Révolution russe en 1917. Les trois derniers chapitres racontent son périple de « Russe blanc » à Paris, Cambridge  et Berlin.
Le cinquième chapitre, Mademoiselle O, avait déjà été publié comme nouvelle en français en 1936.

## Titre
Nabokov souhaitait intituler son texte Speak, Mnemosyne mais en a été dissuadé par son éditeur. Speak, Memory est paru au Royaume-Uni sous ce titre, et sous Conclusive Evidence aux États-Unis. En 1954, il réalise la traduction en russe sous le titre Drugie berega (Autres Rivages). En 1966, une seconde édition enrichie paraît, elle est accompagnée de photographies.

## Structure
1. Passé parfait (publ. : 15 avril 1950)
2. Portrait de ma mère (9 avril 1949)
3. Portrait de mon oncle (juin 1947)
4. Mon éducation anglaise (27 mars 1948)
5. Mademoiselle O (1936)
6. Papillons (12 juin 1948)
7. Colette (31 juillet 1948)
8. Plaques de lanterne magique (11 février 1950)
9. Mon éducation russe (19 septembre 1948)
10. Lever de rideau (1er janvier 1949)
11. Premier poème (septembre 1949)
12. Tamara (10 décembre 1949)
13. Logements meublés à Trinity Lane (janvier 1951)
14. Exil (janvier-février 1951)
15. Jardins et parcs (17 juin 1950)

## Édition française
- Vladimir Nabokov (trad. de l'anglais par Yvonne Couturier et autres, préf. Maurice Couturier), Œuvres romanesques complètes, t. II, Paris, Gallimard, coll. « Bibliothèque de la Pléiade » (no 561), août 2010, 1756 p. (ISBN 978-2-07-011301-9), « Autres rivages »